# Lygocoris lucorum
Lygocoris lucorum är en insektsart som först beskrevs av Meyer-dür 1843.  Lygocoris lucorum ingår i släktet Lygocoris och familjen ängsskinnbaggar. Inga underarter finns listade i Catalogue of Life.